# Sancho Galíndez
Sancho Galíndez (fl. 1035-1080) fue un magnate aragonés y uno de los nobles más influyentes durante el reinado de Ramiro I, quien le encomendó la crianza y educación de su hijo Sancho Ramírez de quien fue su ayo.

## Vida
Nació en las primeras décadas del siglo XI en el valle de La Garcipollera, hijo del conde Galindo. Las reconstrucciones genealógicas más actuales identifican a ese Galindo con Galindo Garcés, tenente de varias localidades en el Pirineo oscense y probable hermano de Jimeno Garcés, eitán del hijo mayor pero ilegítimo del rey, Ramiro Sánchez. Todo ello situaría a Sancho Galíndez en el entorno de confianza de los reyes de Pamplona y particularmente de la rama de la casa real que posteriormente se hizo cargo de Aragón.
La primera aparición de Sancho Galíndez en la documentación medieval data del 14 de abril de 1035 cuando el rey Sancho el Mayor le donó las villas de Centenero y Salamaña. Fue tenente de Boltaña (mayo de 1036 a diciembre de 1980), de los castillos de Atarés (marzo 1054-1081), Sos (1054-diciembre 1080), Ruesta (septiembre de 1055-agosto de 1058) y Luesia (1056-1059 y en abril de 1079), plazas que administraba en nombre del rey, y propietario de varias villas, entre ellas Larués, Bagüés, Villanovilla, Lacarrosa y Somanés. Además poseía ocho iglesias, incluyendo la de Santa María de Iguácel, heredada de su padre, que remodeló y dotó y que en 1080 donó al monasterio de San Juan de la Peña. Algunas de esas tenencias habían sido previamente de Jimeno Garcés, al que parece que sucedió pacíficamente en vida de este por los cercanos vínculos familiares.

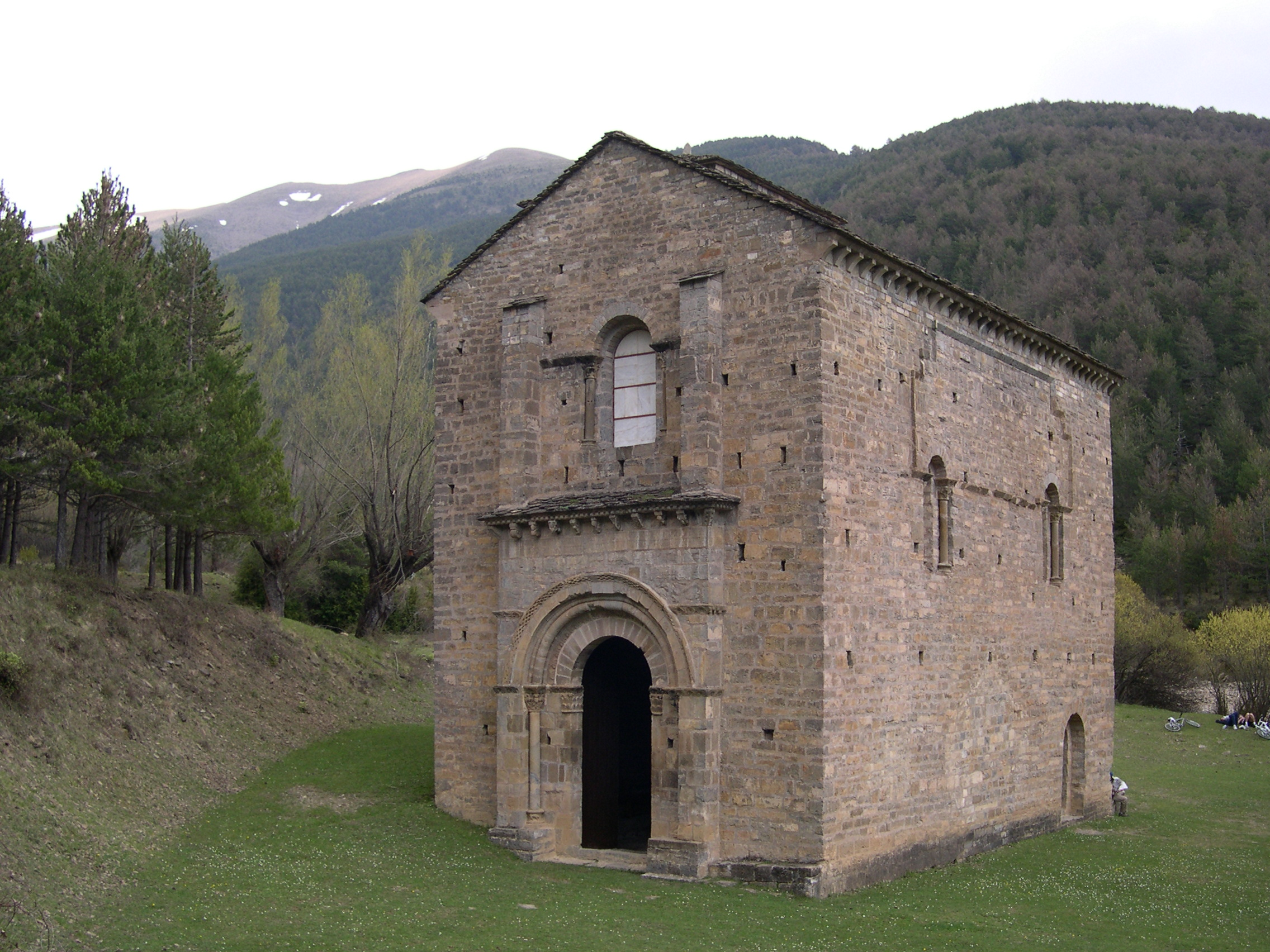
Iglesia de Santa María de Iguácel, heredada por Sancho Galíndez que la donó al monasterio de San Juan de la Peña

Miembro de la alta nobleza aragonesa, fue hombre de confianza del rey Ramiro Sánchez tras su ascenso al trono de Aragón en 1035. El ahora Ramiro I de Aragón le confió en 1036 la tenencia de Boltaña y en un documento de 1046, el rey se refirió a él como su «buen y fiel vasallo a mi servicio». El rey lo designó además ayo o «eitán» de su hijo Sancho Ramírez que quedó huérfano con unos seis años de edad. Probablemente el infante Sancho se crio en la casa de Sancho Galíndez y su esposa Urraca en Garcipollera, según se desprende de un documento de 1068 cuando Sancho, ya siendo rey de Aragón, le concedió carta de ingenuidad «por los muchos y óptimos favores que me hicistéis y porque me criastéis». Además, el rey Sancho Ramírez se refiere a uno de los hijos de Sancho Galíndez como meo collaço, o hermano de leche, lo cual implica «un vínculo casi fraternal» entre el rey y los hijos de su ayo por haberse criado juntos.
Galindo Sánchez falleció en 1080. En la catedral de Huesca se guarda un cartulario del conde Sancho donde se registran varias compras que realizó así como préstamos de su parte a algunos nobles y autoridades eclesiásticas.

## Matrimonio y descendencia
Sancho Galíndez contrajo matrimonio antes de 1062 —año en que aparecen juntos por primerva vez—, con Urraca, viuda del noble Galindo Atones con quien tuvo tres hijos: el abad Jimeno, Ato y Galindo Galíndez. Urraca falleció alrededor de 1080, la última vez que aparece en la documentación cuando ambos donaron la iglesia de Santa María de Iguácel al monasterio de San Juan de la Peña. De su matrimonio con Urraca nacieron:
- Jimeno Sánchez,[1] ejerció varias tenencias, entre ellas Buil, Alquézar, Sos, Bailo y Ardanes.[13]
- Pedro Sánchez,[1] a quien el rey Sancho Ramírez llama su hermano de leche por haberse criado juntos.[13]
- Toda Sánchez.[1] Ella o su hermana Urraca fue la esposa de Fortún Sánchez, tenente en Sangüesa.[18]
- Urraca Sánchez[1]